# Contagem
Contagem es un municipio brasileño del estado de Minas Gerais. Está situado en la región central del estado, a tan sólo 21 kilómetros de la capital, Belo Horizonte. Su sistema vial, planeado para soportar el intenso flujo de vehículos de carga, es realizado a través de las principales carreteras del país, la BR-381 (Fernão Dias - acceso a São Paulo), BR-262 (acceso a Vitória y Triângulo Mineiro) y la BR-040 (acceso a Brasilia y Río de Janeiro). Por lo que la ciudad se halla en un punto estratégico. El transporte de carga también se realiza a través de un importante ferrocarril local, la Línea Garças a Belo Horizonte (acceso a Belo Horizonte, Divinópolis e Iguatama) del antiguo Ferrocarril Oeste de Minas.